# Hr.Ms. Van Amstel (1950)
De Hr.Ms. Van Amstel (F 806) was een Nederlands fregat van de Van Amstelklasse vernoemd naar de 17de-eeuwse Nederlandse zeeheld Jan van Amstel. Het schip was een in bruikleen gegeven Amerikaanse Destroyer Escort van de Cannonklasse. De Van Amstel werd door Federal Shipbuilding & Drydock Co. uit Newark gebouwd als Burrows (DE 105).